# Juan II de Lautrec
Juan II de Lautrec fue un noble vizconde de Lautrec y de Vilamur, que sucedió a su padre Pedro de Lautrec.
Casó con Juana de Aidia, condesa de Cominges. De este enlace nacieron cuatro hijos:
- Odet, el sucesor, conde de Cominges y vizconde de Lautrec y de Vilamur, casado con Carlota de Albret-Rethel condesa de Rethel y Beaufort.
- Tomas, señor de Lescun, fallecido en 1525 sin hijos.
- André de Foix, señor de Lesparra, casado con Francisca de Bouchet, y fallecido sin sucesión en 1547.
- Francisca de Foix, fallecida en 1537, casada con Juan de Montmorency-Laval, conde de Chateaubriand, amante del rey Francisco I de Francia.

En 1461 el rey le concedió el condado de Cominges posesión de la corona desde 1454.
Murió en 1494.
Antecesor: Pedro de Lautrec
Sucesor: Odet de Cominges
- Datos: Q1685933